# Mongu
Mongu – miasto w zachodniej Zambii; na skraju równiny zalewowej rzeki Zambezi; stolica Prowincji Zachodniej; 44 tys. mieszkańców (2000); ośrodek regionu rolniczego; przetwórstwo owoców i orzechów nanercza; lotnisko; w pobliżu (Limulunga, Lelui) rezydencje króla ludu Lozi.